# هانری آگوست پاته

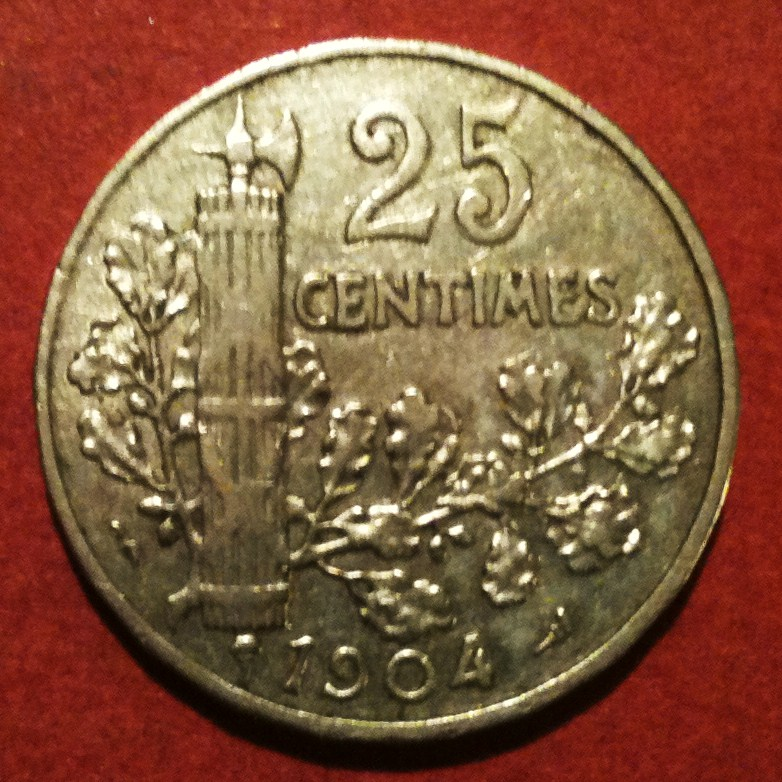
سکه ۲۵ سانتیم فرانسه طراحی توسط پاته

هنری آگوست جولز پاته (۹ سپتامبر ۱۸۵۵، پاریس - ژوئن ۱۹۳۰، پاریس) یک مجسمه ساز، طراح مدال و حکاک سکه اهل فرانسه بود. 

## زندگی
پاته مجسمه سازی را با هنری چاپو و حکاکی و ساخت مدال را همراه با جولز-کلمان را آموخت. او در سال ۱۸۷۳ در دانشکده هنرهای زیبا پذیرفته شد. در سال ۱۸۷۵، جایزه دوم رم را برای حکاکی مدال کسب کرد و در سال ۱۸۸۱ نشان درجه یک Rome را نیز برای حکاکی مدال به دست آورد. او جایزه های دیگری در سال ۱۸۸۶(سوم)، ۱۸۸۷(دوم) و ۱۸۹۴(یکم) به دست آورد. در نمایشگاه بین‌المللی ۱۸۸۹مفتخر به کسب مدال برنز گردید. پاته مدالهای پرتره بسیاری، نه تنها از مشتریان، بلکه از خویشاوندان و دوستانش تولید کرد. او همچنین طراحی دکوراسیونها و الگوهایی را بر عهده داشت.
در سال ۱۸۹۸، یکی از شوالیه های لژیون دونور شد. او از سال ۱۹۱۳ عضو فرهنگستان هنرهای زیبای فرانسه بود. 
هانری آگوست پاته در سال ۱۹۳۰درگذشت. 

## آثار
او جانشین ژان لارنژس به عنوان رییس طراحان ضرابخانه پاریس در سال ۱۸۹۶، گردید که تا زمان مرگ در این سمت باقی ماند. در ۱۹۰۳ او از مشعل به عنوان نشان اختصاصی خود استفاده کرد و سکه ۲۵ سانتیم نیکل را طراحی نمود.  این طرح به طور کلی رد شد. این نخستین سکه مس-نیکل در فرانسه بود. فلز سفید نیکلی به رغم طراحی کاملاً متفاوت، با سکه نقره و یک فرانکی اشتباه گرفته شد. سکه های با طرح و شکل دیگری که از ۱۹۰۴ و ۱۹۰۵ طراحی شد نیز پذیرفته نشد. او پس از این دو شکست، دیگر سکه های فرانسه را طراحی نکرد. سکه های مس-نیکل تنها در سال ۱۹۱۴، همزمان با تولید سکه های سوراخ دار مورد پذیرش قرار گرفتند. 
پاته همچنین مسئول سکه های استعماری و خارجی فرانسه بود: 
- کامرون: ۵۰ سانتیم، ۱ فرانک، ۲ فرانک ۱۹۲۴-۱۹۲۶
- هندوچین فرانسه: ۵ سانتیم ۱۹۲۳-۱۹۴۳
- گوادلوپ: ۵۰ سانتیم، ۱ فرانک ۱۹۰۳، ۱۹۲۱
- پادشاهی یوگسلاوی: ۵۰ پارا، ۱ دینار، ۲ دینار، ۲۰ دینار ۱۹۲۵
- تایلند: ۱ بیت ۱۹۰۸
- توگو: ۵۰ سانتیم، ۱ فرانک، ۲ فرانک ۱۹۲۴-۱۹۲۶

و احتمالاً سکه هایی برای کومور، سوریه و لبنان طراحی نموده است. 

## نگارخانه

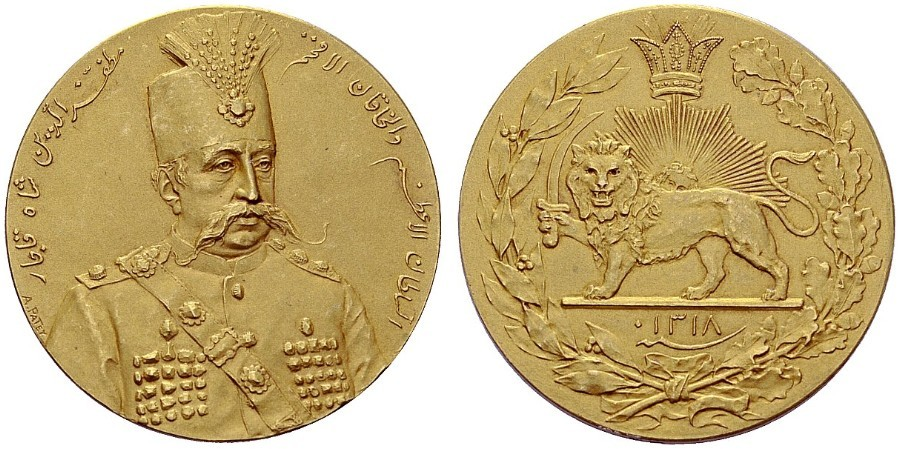
نشان طلای مظفرالدین شاه طراحی پاته
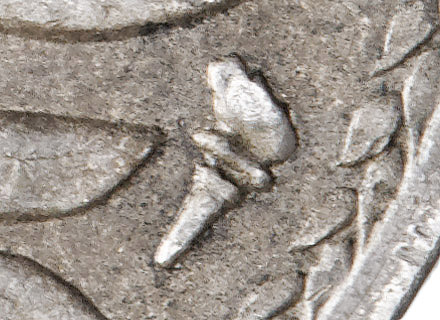
نشان اختصاصی مشعل بر روی سکه ۲۵ سانتیم فرانسه
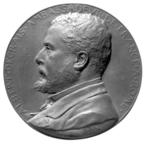
نشان آلبرت دکرایس
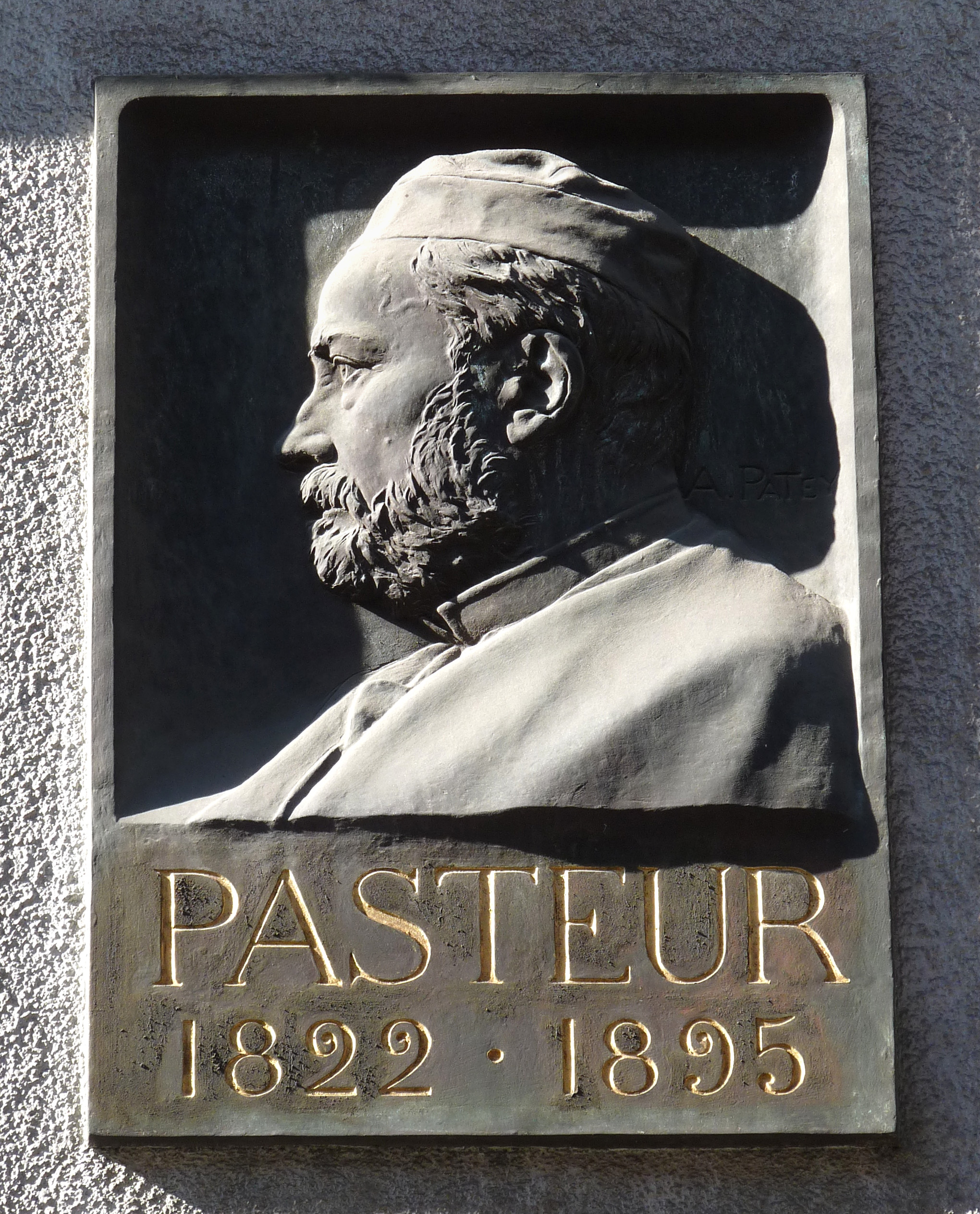
حکاکی لوئی پاستور در استراسبورگ
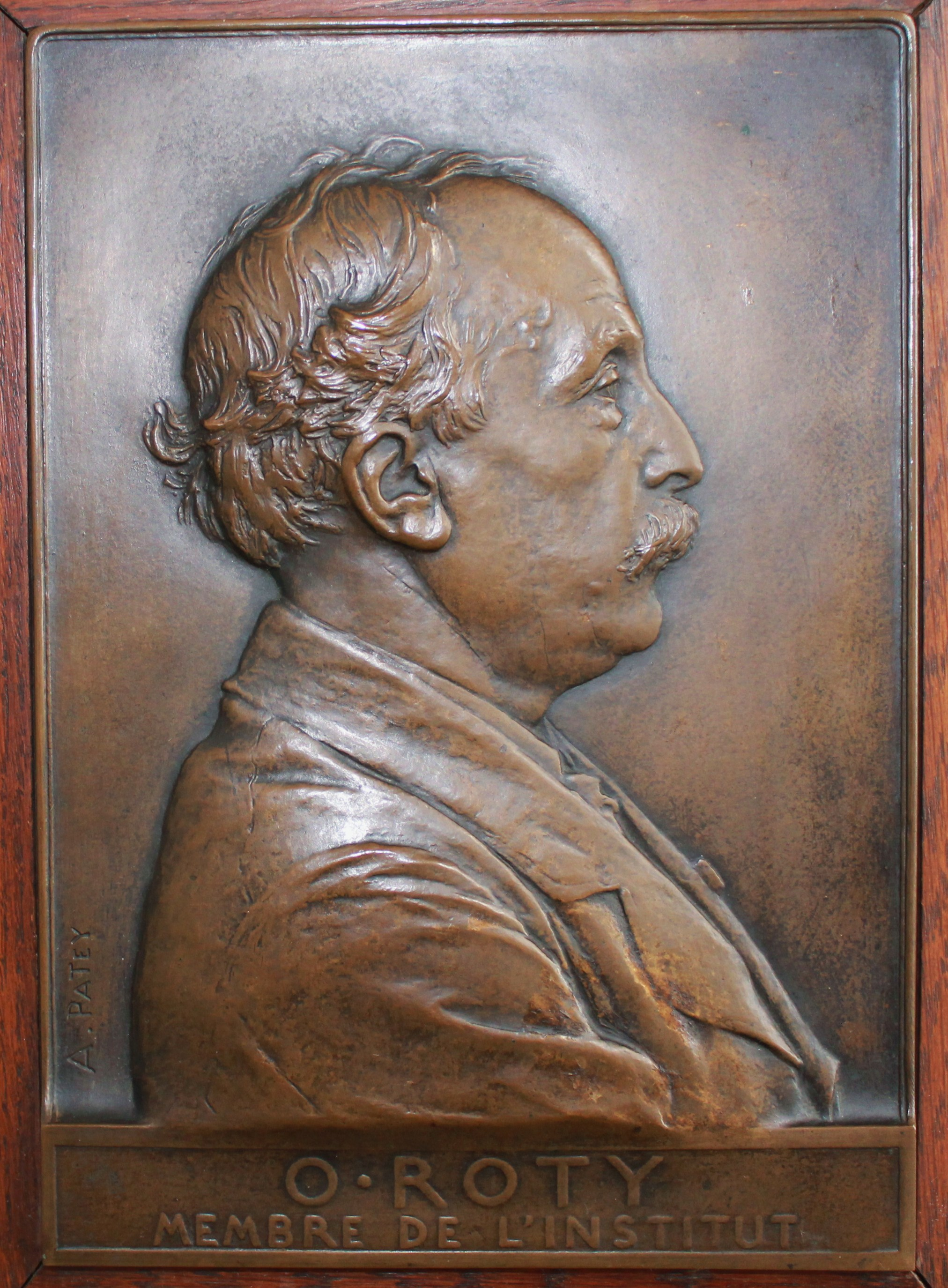
پلاک فونت اسکار روتی
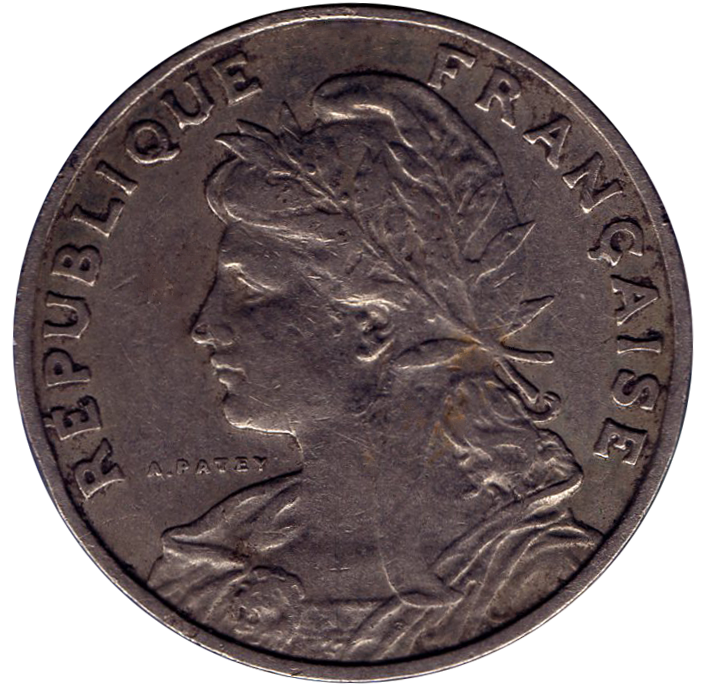
سانتیم فرانسه طراحی پاته
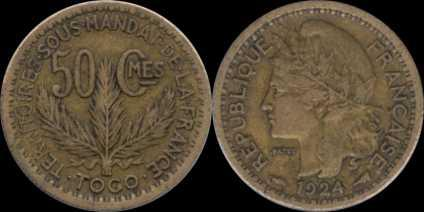
۵۰ سانتیم توگو
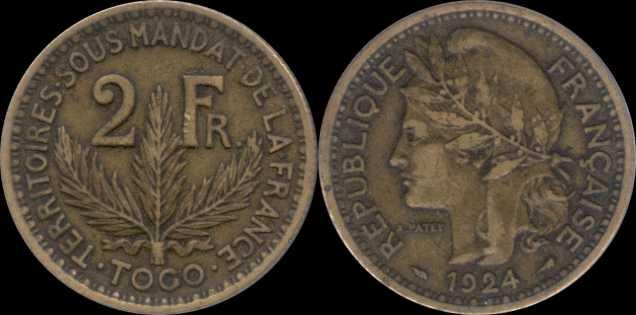
۲ فرانکی توگو
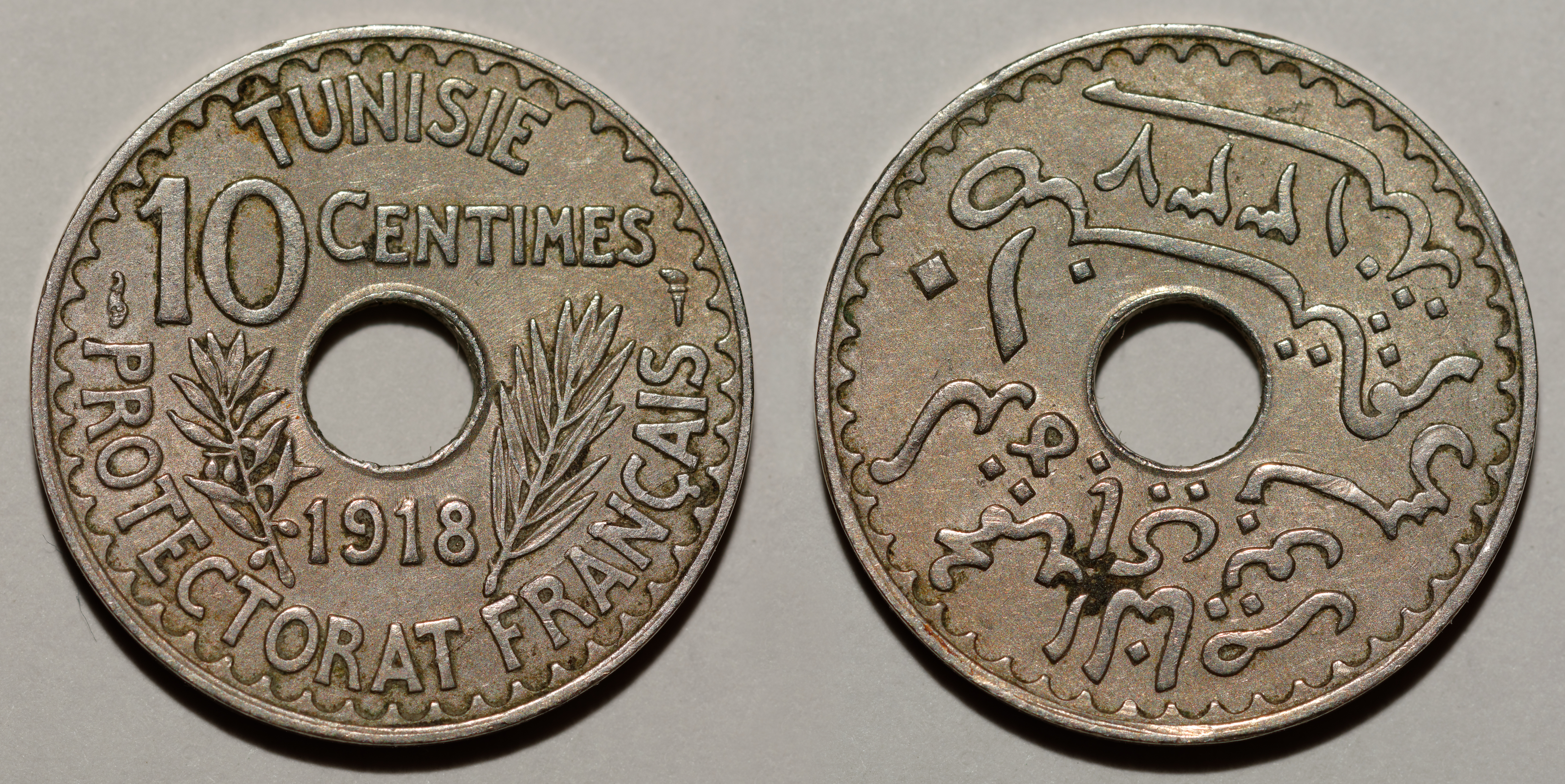
۱۰ سانتیم تونس
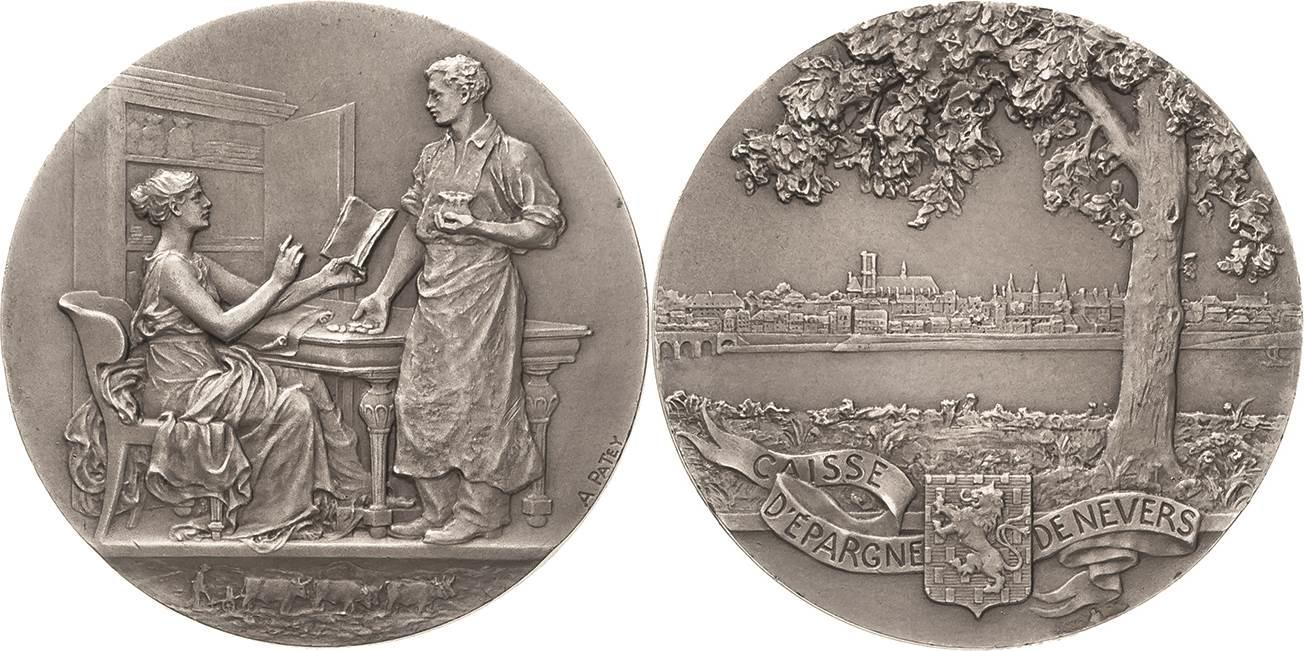
مدال فرانک ریک مدایلن و مارکن
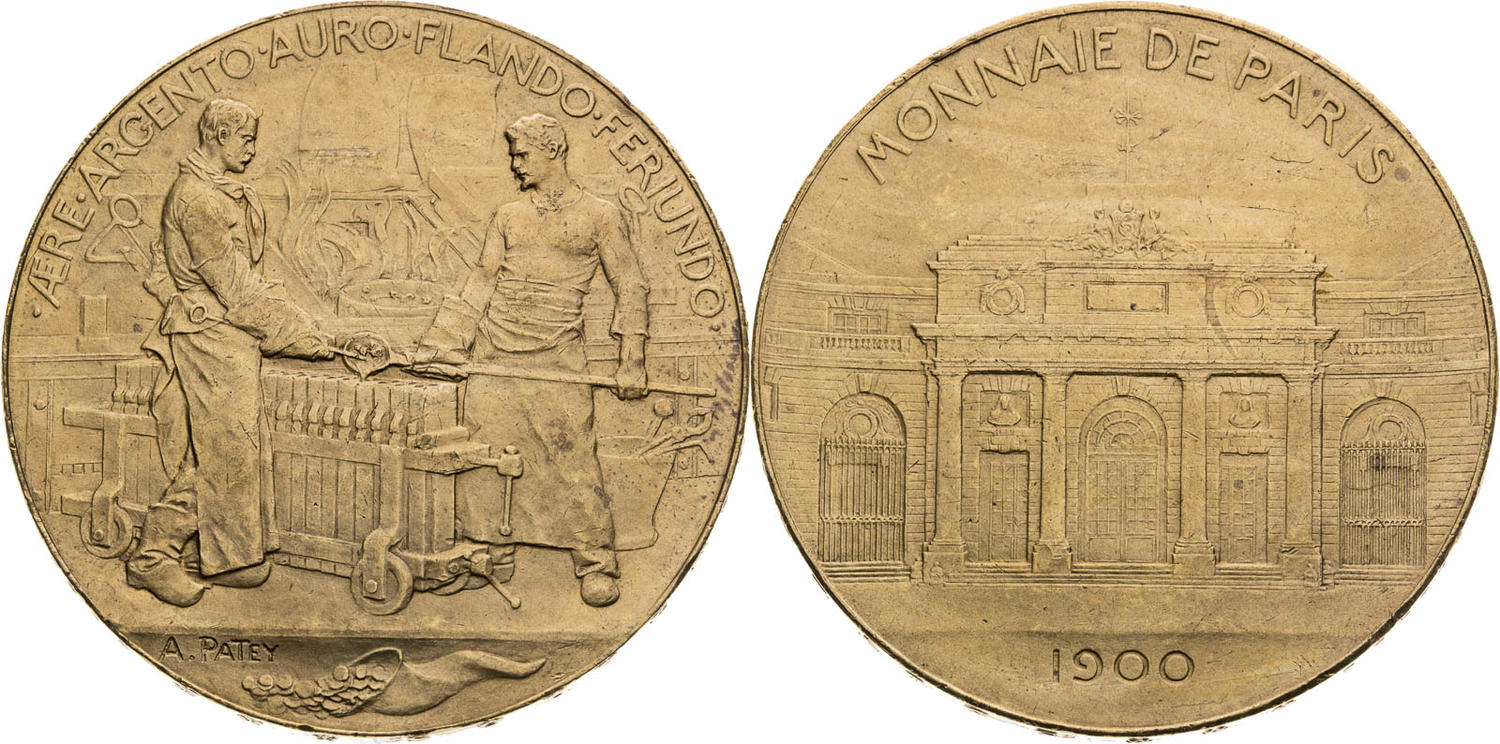
نشان یادبود ضرابخانه پاریس
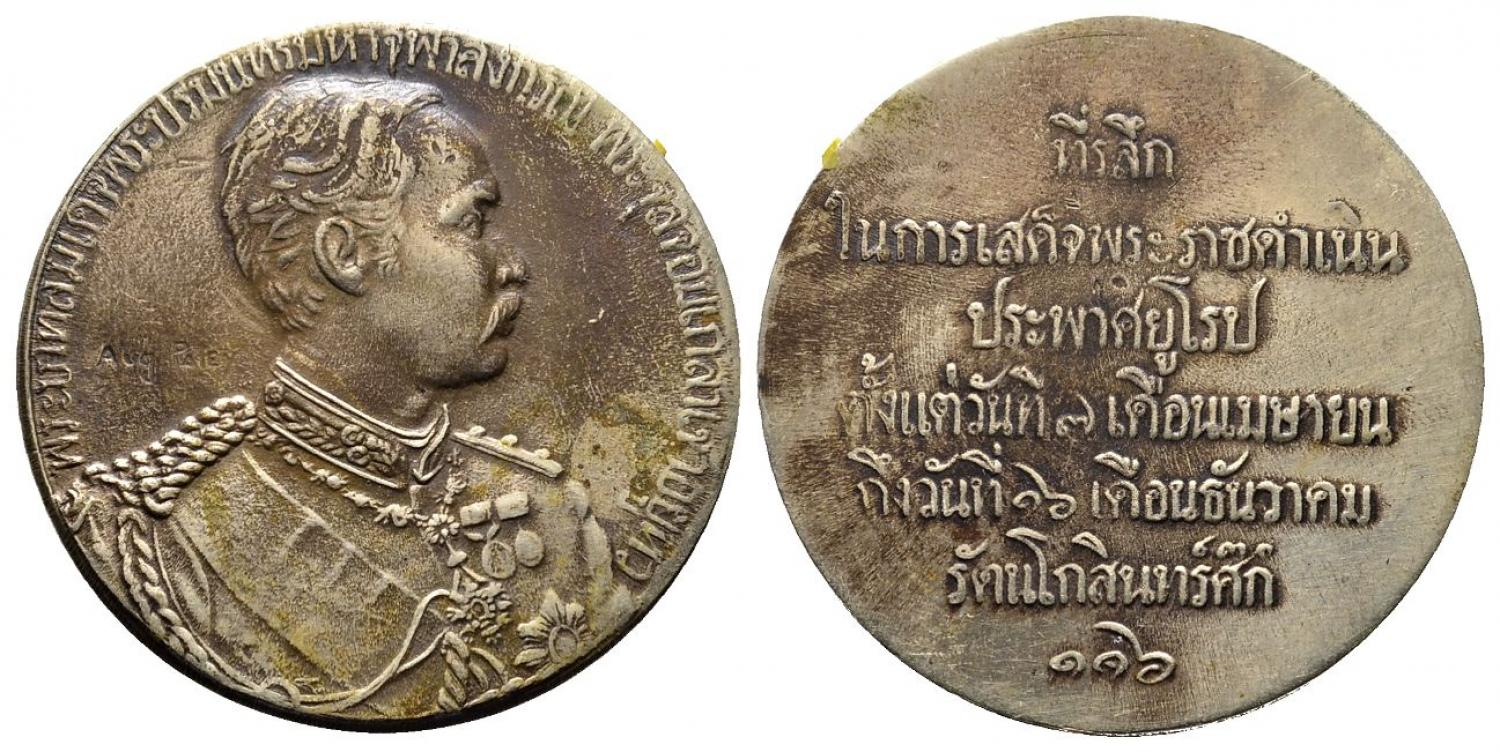
مدال برنزی چولالونگ کورن تایلند
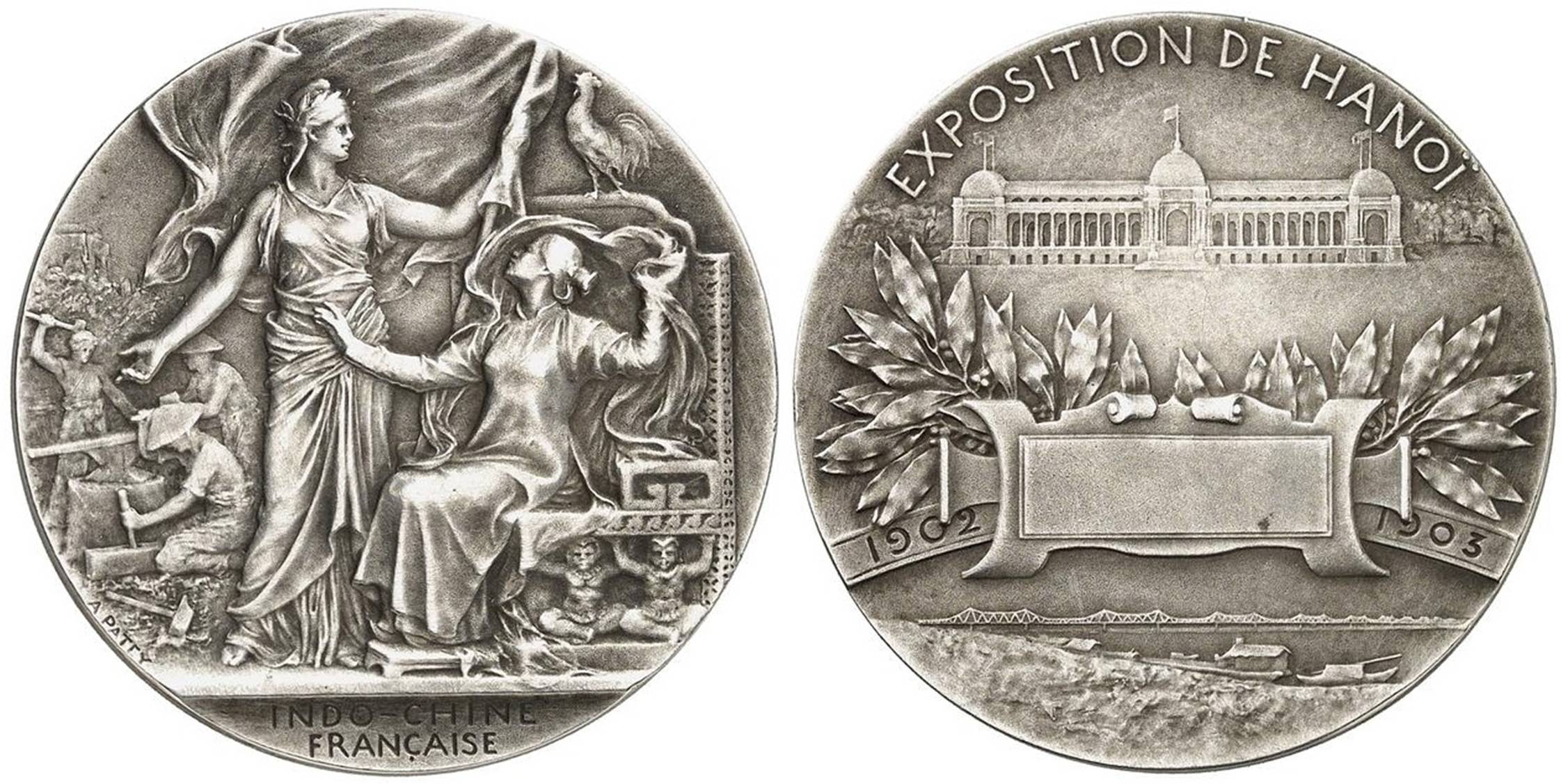
مدال هندوچین فرانسه
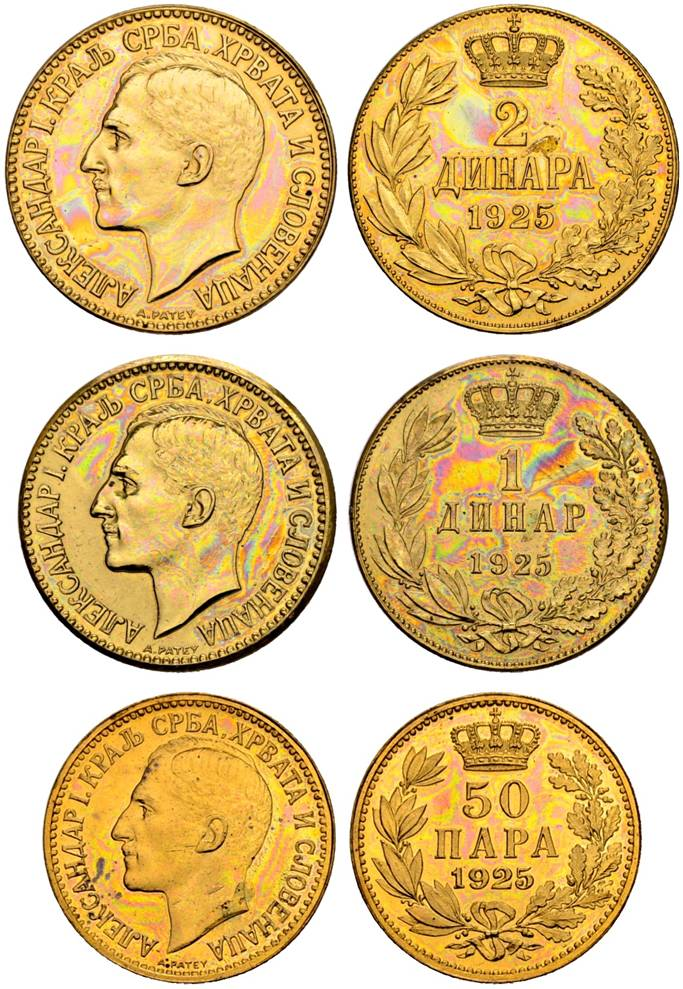
سکه های یوگسلاوی طراحی پاته